# Окс-Бель-Ха
Ош-Бель-Ха (на юкатекском: Три пути воды) — большая подводная пещерная система в Мексике, по состоянию на 2013 год это 4-я по протяжённости пещера в мире. Суммарная протяжённость ходов системы составляет 256,6 км. Пещерная система находится в Мексике на севере полуострова Юкатан (штат Кинтана-Роо).